# Абу Бекр Наджм-ад-дін Мухаммед Равенді
Абу Бекр Наджм-ад-дін Мухаммед Равенді (рік народження невідомий, Ісфаган — помер після 1206, Конью) — іранський історик.
У 1181–1189 — придворний каліграф сельджуцького султана, з 1190 — вихователь синів хамаданського еміра. З 1206 жив у Конью. Праця Равенді «Спочивання сердець і чудо радості» (1202–1205) є основним джерелом з історії держави сельджуків з поччатку ХІ століття і до 1199.